# Echana
Echana — рід совкових з підродини совок-п'ядунів який зустрічається в Південно-Східній Азії та Цейлоні.

## Систематика
У складі роду:
- Echana chionaemoides Rothschild 1916
- Echana grisea Rothschild 1920